# Oxylobium robustum
Oxylobium robustum là một loài thực vật có hoa trong họ Đậu. Loài này được J.Thompson miêu tả khoa học đầu tiên.